# Блох, Элеонора Абрамовна
Элеонора (Леонора) Абрамовна Блох (укр. Леонора Абрамівна Блох; 24 апреля 1881, Кременчуг, Полтавская губерния — 17 января 1943, Алма-Ата) — украинский и советский скульптор, художница, педагог.

## Биография
Первоначально обучалась в петербургской рисовальной школе «Общества поощрения искусств» у Роберта Баха, затем в 1898—1905 годах в студии Огюста Родена в Париже.
С 1912 г. работала в Петербурге, где исполнила большое число портретов в близкой к импрессионизму манере.
С 1917 года жила и работала в Харькове. Преподавала в Харьковском художественном техникуме, затем — Харьковском художественном институте (ныне Харьковская государственная академия дизайна и искусств). С 1935 — профессор.
Во время Великой Отечественной войны находилась в эвакуации в Казахстане, где и умерла в 1943 г.
Леонора Блох была членом и участником Ассоциации революционного искусства Украины и Художественного цеха (объединения), Еврейского общества поощрения художеств, Союза скульпторов-художников.
С 1910 года — участница различных выставок. В 1927 году приняла участие в первой всеукраинской выставке Ассоциации революционного искусства Украины (АРИУ).

## Творчество
Ранние произведения Э. Блох свидетельствуют о влиянии французского импрессионизма. Со временем её творчество знаменуется постепенным отходом от импрессионизма и интимности в сторону реализма. Она стала чаще обращаться к общественно-значительным темам.
Приняла участие в реализации плана монументальной пропаганды.
Произведения Элеоноры Блох:
- Бюст Родена" (конец XIX-начало XX века)
- Бюст Жореса (конец XIX-начало XX века)
- скульптура «Девушка-итальянка» (1912)
- бюст К. Маркса (1933)
- бюст Ф. Энгельса (1933)
- скульптурные портреты:
  - украинского писателя М. Коцюбинского
  - биолога И. Мечникова
  - итальянского скульптора и живописца Микеланджело и др.
- композиции:
  - «Радость материнства» (1935)
  - «Рабочая молодежь» (1942)
  - «Казашка-медсестра» (1942)
- памятник Т. Г. Шевченко (Богодухов)
- памятник М. Горькому (Донецк 1933)

Э. Блох — автор книги воспоминаний «Так учил Роден», опубликованной в 1967 году в Киеве на украинском языке.

## Педагогическая деятельность
За время работы преподавателем харьковских художественных учебных заведений Э. Блох воспитала много талантливых художников и скульпторов, среди них, В. И. Агибалов, Ф. М. Бондарь, О. Н. Кудрявцева, Лина По и другие.